# Cissampelos ciliata
Cissampelos ciliata är en tvåhjärtbladig växtart som beskrevs av Henry Hurd Rusby. Cissampelos ciliata ingår i släktet Cissampelos och familjen Menispermaceae. Inga underarter finns listade i Catalogue of Life.